# آناک کراکاتوا
آناک کراکاتوا (انگلیسی: Anak Krakatoa) یک جزیره در یک کاسه آتشفشانی است که در تنگه سوندا، بین جزایر سوماترا و جاوه قرار دارد. این جزیره از بقایای آتشفشان متلاشی شده کراکاتوآ شکل گرفته. که در سال ۱۸۸۳ در یکی از شدیدترین بلایای طبیعی تاریخ معاصر فوران کرد.